# 復讐相続の女
復讐相続の女は2000年5月27日にテレビ朝日系･土曜ワイド劇場枠で放送された二時間ドラマ。
- 正式名『復讐相続の女～成功率99%の完全犯罪･･･恩人を殺し婚約者を奪った年上の女を許せない!～』
- 主演は若村麻由美。

## あらすじ
塔子は両親を亡くした後、父の友人だった海原の家に住んで、海原グループの会長である海原の秘書として働いている。心臓に持病を抱えている海原が会議中に発作を起こし、塔子は海原の背広からピルケースを急いで取出す。しかし、ケースの中には入っている筈のニトロが無く、海原は死んでしまった。警察は事件性はないと断定するが、塔子は海原の後妻の静がニトロをケースから抜取ったに違いないと考え、警視庁の警部補の宇津木にそのことを話す。ところが宇津木は塔子の話を妄想だと言放ち、取合おうとはしなかった。警察が当てにならないと悟った塔子は、恋人の園田に自分の推理を話し、静の犯罪を暴こうと決意する。ある晩、静と塔子が夕食を取っているとき、メイドの千枝が来客を告げる。客というのは園田で、静が招待したのだった。唖然とする塔子の目の前で、静は園田と結婚することにしたと告げる。自分に疑いを抱いている塔子の動向をそれとなく探っていた静は、いつの間にか塔子の相談相手だった園田を籠絡していたのだ。
　
　静との新婚旅行から戻ってきた園田は急に塔子が綺麗になったのに驚き、加納という男に会いに行くという塔子に嫉妬を覚えて後を付ける。加納の車を追っている最中に園田の車のタイヤがパンクし、ハンドルを取られた園田は危うく崖から転落しそうにる。 そこに通り掛かったトラックの運転手（小川）の何気ない一言から、園田は事故に見せ掛けて静を殺して塔子と縒りを戻そうと考え、そのことを塔子に話す。夜、静が出掛ける直前に園田は腹が痛いと仮病を使い、静が自分で車を運転するように仕向ける。園田は静の車の後部座席に潜り込み、隙を見て静を気絶させ、車もろとも崖から突き落としてしまう。その間、塔子は園田がずっと寝込んでいるように取繕っていた。千枝が気を遣って内科医のタチバナ（柏木）を呼んだ為、塔子は慌てふためくのだが、間一髪, 園田が部屋に戻ってきており、事なきを得た。刑事（山崎）が同僚の刑事（望月）を伴って海原邸を訪れ、塔子や園田、千枝に事情聴取を行うが、静の死に疑いは抱いていないようだった。
　静がいなくなり、結婚しようと迫る園田に対し、塔子は既に加納と籍を入れていると告げる。弁護士をしている加納は静が未婚で産んだ実の息子で、園田の前に現れた加納は、全財産を加納に分与するという静の遺言状を園田に突付ける。園田は塔子に騙されたと地団駄を踏むものの、黙って家を出て行くしか術はなかった。暫くして、園田の前に現れた塔子は、加納とはうまくいっていないのだと愚痴をこぼす。実際、加納は若い女に走り、塔子には離婚を迫っていたのだ。あのような遺言状があるとは知らず、加納に唆されて静殺しに園田を巻込んでしまったと悔いる塔子に、園田は加納を殺してしまおうと提案する。加納が愛人のところへ出掛けた直後、塔子からそのことを知らされた園田は愛人宅に先回りし、加納を刺殺す。園田は逮捕され、宇津木と部下の刑事（上杉）が園田を調べるものの、塔子が殺人事件に関わっているという決定的な証拠が得られなかった。空港まで追ってきた宇津木達を尻目に、塔子は悠々と海外に飛立っていった。

## 出演
- 野木塔子：若村麻由美
- 海原静：二宮さよ子
- 園田啓吾：船越英一郎
- 加納秋彦：井田州彦
- メイド千秋：大方斐紗子
- 海原永之介：仲谷昇
- 宇津木警部補：石橋蓮司
- 柏木隆太
- 小川隆市
- 山崎健二
- 上杉陽一
- 望月栄希
- 篠原さゆり

## 主題歌
- ゴスペラーズ『北極星』

## 製作
- 監督・齋藤光正
- 脚本・猪又憲吾
- 原作・ジェイムズ・ハドリー・チェイス
- 制作・テレビ朝日、ネクスト・プロデュース